# 瓦尔索尔达
瓦尔索尔达（義大利語：Valsolda），是意大利科莫省的一个市镇。总面积31平方公里，人口1622人，人口密度52.3人/平方公里（2009年）。ISTAT代码为013234。